# Devpura Rupetha
Devpura Rupetha (nep. देवपुरा रुपेठा) – gaun wikas samiti w środkowej części Nepalu w strefie Dźanakpur w dystrykcie Dhanusa. Według nepalskiego spisu powszechnego z 2011 roku liczył on 1434 gospodarstwa domowe i 7934 mieszkańców (4087 kobiet i 3847 mężczyzn).